# Quận Wyandot, Ohio
Quận Wyandot là một quận thuộc tiểu bang Ohio, Hoa Kỳ. Quận lỵ đóng ở thành phố Upper Sandusky6. Dân số theo điều tra năm 2020 của Cục điều tra dân số Hoa Kỳ là 21900 người. Quận được đặt tên theo người da đỏ Wyandot, những người sống ở đây trước và sau cuộc chạm trán với người châu Âu. Quận được thành lập bởi cơ quan lập pháp tiểu bang từ các bộ phận của các quận Crawford, Marion, Hardin và Hancock vào ngày 3 tháng 2 năm 1845.

## Địa lý
Theo Cục điều tra dân số Hoa Kỳ, quận này có diện tích 1060 km2, trong đó có 1,8 km2 là diện tích mặt nước.

### Các quận giáp ranh
- Quận Seneca (Hướng Bắc)
- Quận Crawford (Hướng Đông)
- Quận Marion (Hướng Nam)
- Quận Hardin (Hướng Tây Nam)
- Quận Hancock (Hướng Tây Bắc)

## Thông tin nhân khẩu

### Điều tra dân số năm 2000
Theo điều tra dân số  năm 2000, có 22.908 người, 8.882 hộ gia đình và 6.270 gia đình sống trong quận. Mật độ dân số là 56 người trên một dặm vuông (22 / km 2 ). Có 9.324 đơn vị nhà ở với mật độ trung bình là 23 trên một dặm vuông (9 / km 2 ). Thành phần chủng tộc của quận là 97,91% da trắng , 0,14% da đen hoặc người Mỹ gốc Phi , 0,08% người Mỹ bản địa , 0,50% châu Á , 0,74% từ các chủng tộc khác và 0,62% từ hai hoặc nhiều chủng tộc. 1,46% dân số là người gốc Tây Ban Nha hoặc La tinh thuộc bất kỳ chủng tộc nào. Theo Điều tra dân số 2000, có 45,6% là người Đức , 19,5% người Mỹ , 7,0% người Anh và 6,9% gốc Ailen.
Có 8.882 hộ gia đình, trong đó 33,10% có trẻ em dưới 18 tuổi sống chung với họ, 57,90% là các cặp vợ chồng sống chung, 9,20% có chủ hộ là nữ không có chồng và 29,40% là những người không có gia đình. 25,40% tổng số hộ gia đình đã được tạo thành từ các cá nhân và 11,70% có người sống một mình 65 tuổi trở lên có người sống một mình. Quy mô hộ trung bình là 2,53 và quy mô gia đình trung bình là 3,03.
Trong quận, dân số được trải đều, với 25,80% dưới 18 tuổi, 8,20% từ 18 đến 24, 27,90% từ 25 đến 44, 22,70% từ 45 đến 64 và 15,40% 65 tuổi hoặc lớn hơn. Tuổi trung bình là 37 tuổi. Cứ 100 nữ thì có 95,10 nam. Cứ 100 nữ 18 tuổi trở lên, đã có 92,50 nam giới.
Thu nhập trung bình cho một hộ gia đình trong quận là $ 38,839, và thu nhập trung bình cho một gia đình là $ 45,173. Nam giới có thu nhập trung bình là 31.716 đô la so với 22.395 đô la đối với nữ. Thu nhập bình quân đầu người của quận là 17.170 đô la. Khoảng 3,80% gia đình và 5,50% dân số ở dưới mức nghèo khổ , bao gồm 5,20% những người dưới 18 tuổi và 5,10% những người 65 tuổi trở lên.

### Điều tra dân số năm 2010
Theo Điều tra Dân số Hoa Kỳ năm 2010 , có 22.615 người, 9.091 hộ gia đình và 6.236 gia đình sống trong quận. Mật độ dân số là 55,6 người trên một dặm vuông (21,5 / km 2 ). Có 9.870 đơn vị nhà ở với mật độ trung bình là 24,3 trên một dặm vuông (9,4 / km 2 ). Thành phần chủng tộc của quận là 96,9% người da trắng, 0,6% người châu Á, 0,2% người Mỹ da đỏ, 0,2% người da đen hoặc người Mỹ gốc Phi, 1,1% từ các chủng tộc khác và 1,0% từ hai chủng tộc trở lên. Những người gốc Tây Ban Nha hoặc La tinh chiếm 2,2% dân số.  Về tổ tiên, 43,3% là người Đức , 11,8% là người Mỹ , 11,2% là người Ailen, và 8,6% là người Anh.
Trong số 9.091 hộ gia đình, 32,1% có trẻ em dưới 18 tuổi sống chung với họ, 53,2% là các cặp vợ chồng sống chung, 10,2% có chủ hộ là nữ không có chồng, 31,4% là những người không có gia đình và 26,5% của tất cả các hộ được tạo thành từ các cá nhân. Quy mô hộ trung bình là 2,46 và quy mô gia đình trung bình là 2,95. Tuổi trung bình là 40,5 tuổi. 
Thu nhập trung bình cho một hộ gia đình trong quận là $ 47,216 và thu nhập trung bình cho một gia đình là $ 57,461. Nam giới có thu nhập trung bình là $ 40.320 so với $ 30.027 đối với nữ giới. Thu nhập bình quân đầu người của quận là 22.553 đô la. Khoảng 4,6% gia đình và 8,2% dân số dưới mức nghèo khổ , bao gồm 11,0% những người dưới 18 tuổi và 8,2% những người từ 65 tuổi trở lên.